# 構造力学
構造力学（こうぞうりきがく、英語：structural mechanics）は連続体力学の一分野であり、橋梁、建築物、ヴィークル類などの構造物が荷重を受けたときに生じる応力や変形などを解析するための力学。

## 研究対象
構造力学は主に建築物、橋梁、船舶、航空機などの構造物に外力が加わったときに各部材に生じる内力と変形を分析する学問である。単一部材での分析を基礎とする材料力学とは区別されているが重なり合うものもある。
建築工学や土木工学の分野では根幹を成す学問分野であり基礎学科になっている。水理学、土質力学（地盤力学）合わせて「3力（さんりき）」と呼ばれることがある。
なお、平面板や曲面板のみからなる構造物や地盤のように3次元的に連続しているものは通常は構造力学ではなく弾性学の対象となる。

## 前提条件
物理学における力学では変形しない物体を取り扱うが、構造力学では変形する現実的な物体を取り扱う。変形しても微小なものであり、目に見えるほど大きな変形は構造力学の適用範囲を超える。
変形発生時には力の作用する向きは変わらず、変形前に平面だった部分は変形後も平面と見なすこと（平面保持の仮定）ことで微小な変形とする。また、微小な変形においては加える力と変形量が比例する線形であり、力を除くと元の力に戻る弾性であると仮定する。

## 構造力学の問題を解くための三つの条件
次の三つの条件を式にすることで、あらゆる構造を解くことができる。
- 力およびモーメントの平衡条件
- 変位の適合条件
- 力と変位の関係

### 力およびモーメントの平衡条件
部材には水平力、鉛直力、モーメントがはたらくが、これらはつり合わなければならない。すなわち、次のつり合い条件式を満たさなければならない。（以下、変形を2次元で考える）
水平力 {\displaystyle \sum H=0}
鉛直力 {\displaystyle \sum V=0}
モーメント {\displaystyle \sum M=0}

### 変位の適合条件
部材や支持部は、それらに適した変位でなければならない。連続した部材は変位も（場合によってはたわみ角なども）連続している。
支持形式には、ローラー支点、ヒンジ支点、固定支点、自由端がある。これらが満たす境界条件を下にまとめる。u は水平変位、v は鉛直変位、dv/dx = θ はたわみ角である。
| 支持形式     | 変位に関する境界条件    | 支点反力に関する境界条件 |
| ------------ | ----------------------- | ------------------------ |
| ローラー支点 | v = 0                   | H = 0, M = 0             |
| ヒンジ支点   | u = 0, v = 0            | M = 0                    |
| 固定支点     | u = 0, v = 0, dv/dx = 0 | -                        |
| 自由端       | -                       | H = 0, V = 0, M = 0      |

### 力と変位の関係
- 応力とひずみの関係
- 材料力学

## 構造力学の原理
- 仮想仕事の原理
- カスチリアノの定理
- ひずみエネルギー最小の原理

## 構造力学の解法
- モールの定理
- 節点法
- 応答変位法
- 不静定力法
- マトリクス変位法
- 有限要素法
- たわみ角法（とうかくほう・たわみかくほう）